# Anastoechus niveicollis
Anastoechus niveicollis är en tvåvingeart som beskrevs av Günther Enderlein 1934. Anastoechus niveicollis ingår i släktet Anastoechus och familjen svävflugor. Inga underarter finns listade i Catalogue of Life.